# Finca Vigía

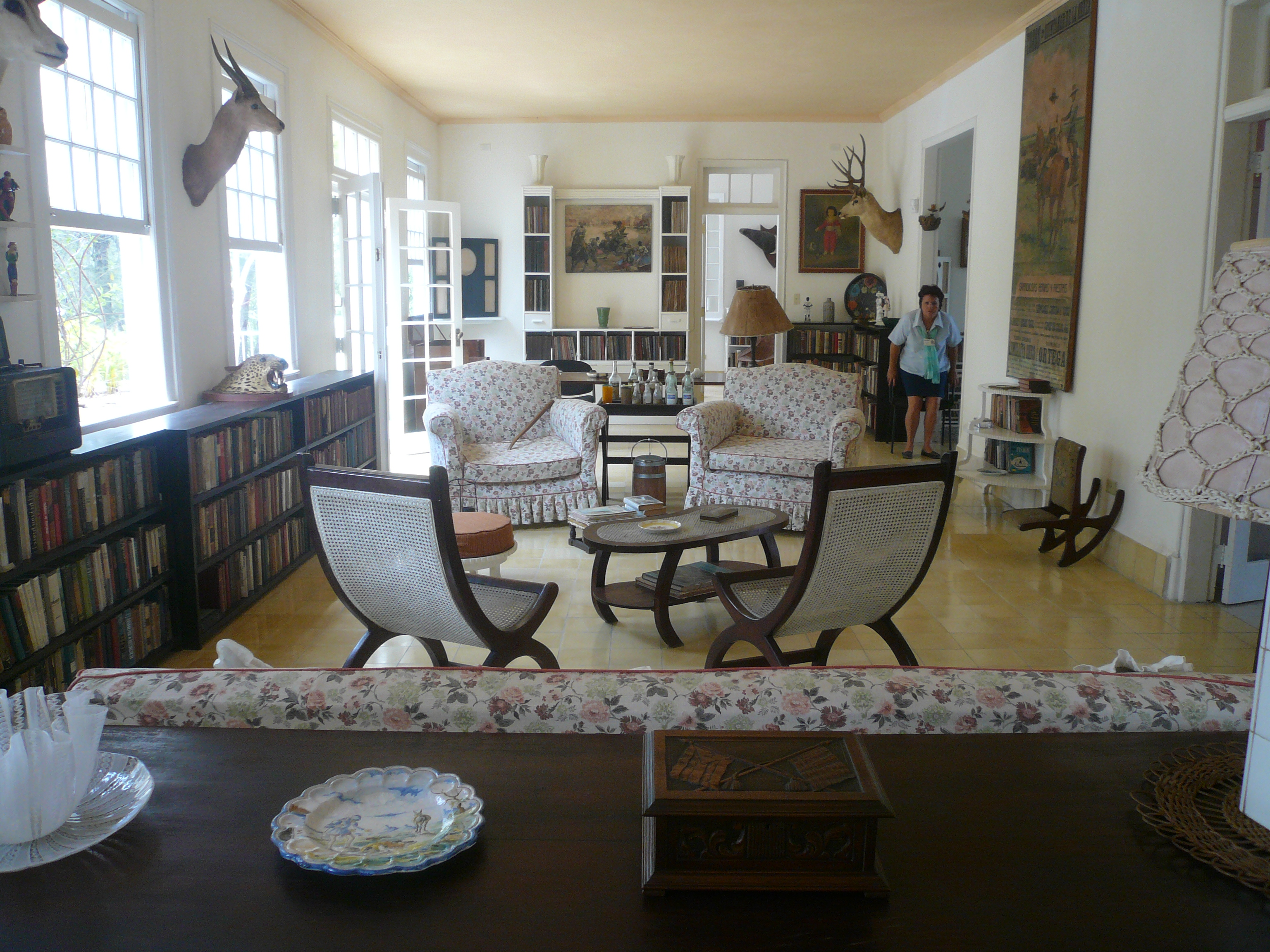
De leefkamer met bibliotheek van Finca Vigía zoals Hemingway ze in 1960 verliet

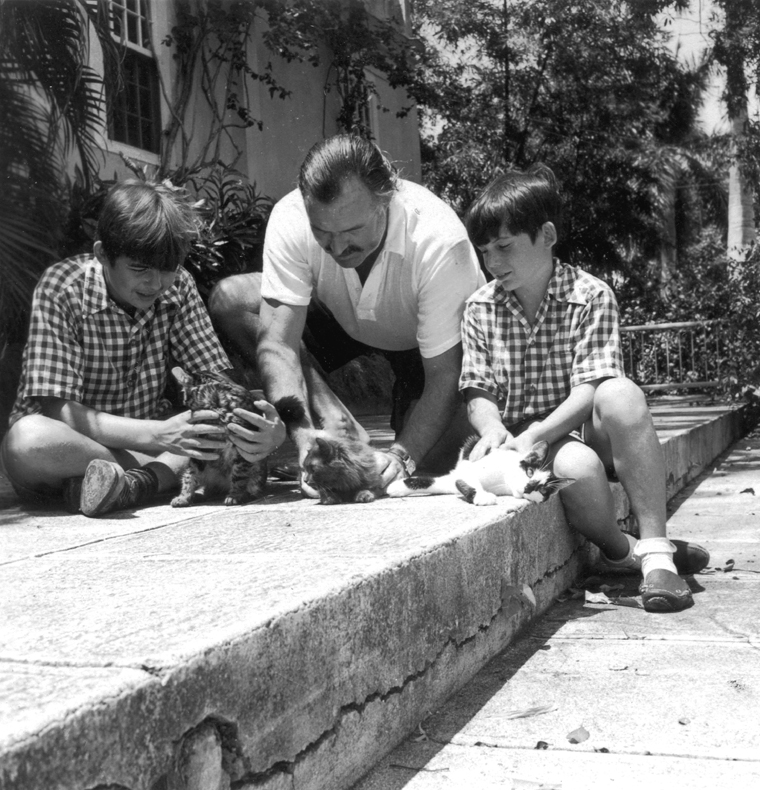
Hemingway met zijn twee jongste zonen en de drie katten Princessa, Goodwill en Boise in Finca Vigía, 1942/43

Hemingway met zijn geweer in Finca Vigía

Finca Vigía (Uitkijkboerderij) was van 1939 tot 1960 de woning van Ernest Hemingway in San Francisco de Paula, Cuba en is nu een museum.
De Catalaanse architect Miguel Pascual y Baguer bouwde het huis in 1886 op een heuvel 11 km van Havana.
Hemingways derde vrouw Martha Gellhorn had het huis gezocht, omdat ze niet in zijn kleine kamer in Hotel Ambos Mundos wou wonen.
Eerst huurde Hemingway het huis. Hemingway schreef er het grootste deel van For Whom the Bell Tolls over de Spaanse Burgeroorlog en met de opbrengst kocht hij het huis in december 1940 voor 12.500 dollar.
Hemingway kweekte katten. Hij startte met een grijze angorakatin Princessa meegebracht uit Key West en twee Cubaanse katers Good Will en Boise. In 1943 had hij al elf katten.
Begin 1940 tijdens de Tweede Wereldoorlog bezochten de drie zonen van Hemingway hem dikwijls. Ze zeiden, dat er toen veel acacia's en Delonix regia bomen groeiden. Er was een tennisveld en een zwembad.
Na de scheiding van Hemingway en Gellhorn in 1945 behield Hemingway Finca Vigía en hij woonde er in de winter met zijn vierde en laatste echtgenote Mary Welsh. Toen Mary Welsh in 1946 introk, liet ze een witte toren bouwen om erin te schrijven, maar Hemingway schreef liever in zijn slaapkamer, zodat de katten in de witte toren woonden.
Hemingway ontving er zijn Italiaanse muze Adriana Ivancich en haar moeder Dora gedurende drie en een halve maand. In Finca Vigía schreef Hemingway The Old Man and the Sea over een visser in Havana. Hij werkte beneden in de witte toren en zij illustreerde boven in de toren. Haar memoires La torre bianca verwijst naar de toren.
Na de Cubaanse Revolutie begin 1959 was Hemingway op goede voet met de regering van Fidel Castro. Na de mislukte invasie in de Varkensbaai vertrok Hemingway en werd Finca Vigía onteigend.
Na de zelfmoord van Hemingway maakte de Cubaanse regering Finca Vigía tot museum.